# Alec Soth
Alec Soth (né en 1969 à Minneapolis, Minnesota) est un photographe américain. Ses travaux sont présentés à la Gagosian gallery à New York et la Weinstein Gallery à Minneapolis. Il est membre de l'agence Magnum Photos depuis 2004.

## Expositions

### Expositions personnelles
- 2008 : L'Espace entre nous, Galerie nationale du Jeu de Paume, Paris, du 15 avril au 15 juin 2008

### Expositions collectives
- 2024 : Beauté fragile : photographies de la collection Sir Elton John et David Furnish rassemblant plus de 300 photographies de 140 photographes couvrant la période de 1950 à nos jours qui relatent l'histoire de la photographie moderne et contemporaine, explorant des thèmes tels que la mode, le reportage, le portrait de célébrités, le corps masculin et la photographie américaine, avec des œuvres de nombreux artistes contemporains, parmi lesquels notamment Diane Arbus, Richard Avedon, Lewis Baltz, William Eggleston, Bruce Davidson, Nan Goldin, Peter Hujar, David LaChapelle, Herman Leonard, Sally Mann, Robert Mapplethorpe, Zanele Muholi, Herb Ritts, Cindy Sherman, Alec Soth ou encore Ai Weiwei, Victoria and Albert Museum, South Kensington, Londres, du 18 mai 2024 au 5 janvier 2025 [1],[2],[3]

## Récompenses et distinctions
Alec Soth reçoit en 2011 le prix de la publication Infinity Award pour From Here to There: Alec Soth’s America.